# BBC

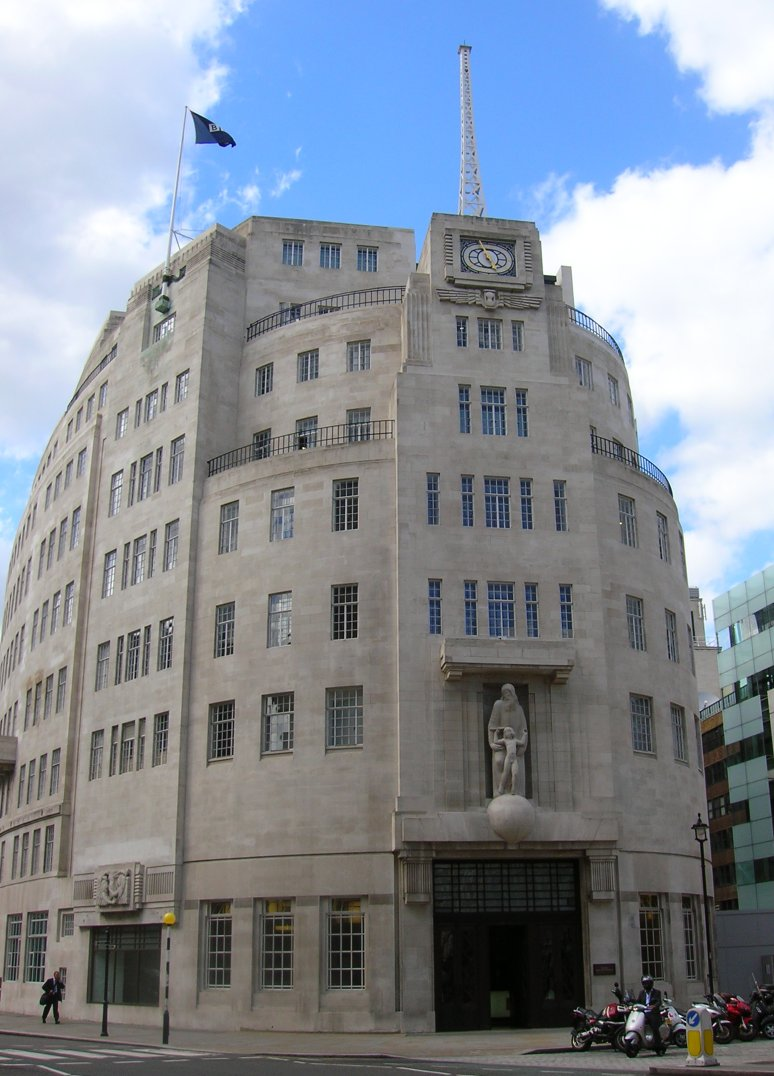
Seu principal de la BBC headquarters, Broadcasting House, a Portland Place, Central London.

La British Broadcasting Corporation (Corporació Britànica de Difusió), més coneguda com a BBC, és la primera empresa de televisió i ràdio del Regne Unit. A més, és la més gran de transmissió de notícies d'arreu del món. Produeix serveis de programes i informació, transmetent a la televisió, a la ràdio i a Internet; sent una de les cadenes de notícies més respectades del món. És independent de controls comercials i polítics operant sota un estatut real que li garanteix la independència. Té una plantilla de 25.500 empleats i un pressupost anual de 4 mil milions de £. Des de juny de 2023 la presidenta és Elan Closs Stephens, i Tim Davie n'és el director general des de 2020.
L'any 2004 fou guardonat amb el Premi Antonio Asensio de Periodisme.

## Història
La primera emissió pública en directe de Gran Bretanya es va fer des de la fàbrica de la Wireless Telegraph Company de Marconi a Chelmsford el juny de 1920 patrocinada per Alfred Harmsworth del Daily Mail, amb la famosa soprano australiana Dame Nellie Melba, suposant un punt d'inflexió en l'actitud del públic britànic davant la ràdio,[17] no compartit en els cercles oficials doncs les emissions podien interferir amb importants comunicacions militars i civils.
Amb el neguit d'evitar una expansió caòtica com l'experimentada als Estats Units, la General Post Office va proposar donar una única llicència d'emissió a una empresa propietat conjunta d'un consorci de fabricants de receptors, que es coneixeria com a British Broadcasting Company Ltd., que es va formar el 18 d'octubre de 1922, i que en 1927 fou substituïda per la pública British Broadcasting Corporation.
Inicialment estava dedicada únicament a serveis de ràdio, i amb John Reith com a director general, va passar a anomenar-se British Broadcasting Corporation el 1927 quan va ser concedida una carta reial i va deixar de ser privada. El primer ministre va mantenir la censura de les opinions editorials sobre polítiques públiques, però va permetre que la BBC abordés qüestions de controvèrsia religiosa, política o industrial a partir de 1928. Va començar a emetre televisió de forma experimental el 30 de setembre de 1929, i va començar les seves transmissions fora del Regne Unit el desembre de 1932, amb l'objectiu d'unir a les persones de parla anglesa que vivien al que aleshores era l'Imperi Britànic. El rei Jordi V va transmetre el primer missatge nadalenc per ràdio en el qual es va dirigir als homes i dones que estan tan aïllats per la neu i pels deserts, que només poden agafar les veus per l'aire, convertint-se en un servei regular (conegut com el servei de la televisió de BBC) el 2 de novembre de 1936. La difusió de la televisió es va suspendre des de l'1 de setembre de 1939 al 7 de juny de 1946, durant la Segona Guerra Mundial, mantenint l'emissió de BBC Radio, traslladant la majoria de les seves operacions de ràdio fora de Londres, inicialment a Bristol, però el 1941, després de diversos bombardeigs, es van veure obligats a traslladar-se i Bedford va ser escollit com un lloc relativament segur.
La competència va aparèixer per primera vegada el 1955 amb el canal ITV, finançada únicament amb publicitat. La BBC va introduir un segon canal de televisió, el BBC 2, el 1964, retitulant l'existent canal BBC 1. BBC One va emetre a tot color el 15 de novembre de 1969, sent la primera transmissió un concert de Petula Clark des del Royal Albert Hall. BBC 2 va usar la difusió en color a partir de l'1 de juliol de 1967. El 1974 es va introduir el servei de teletext de la BBC, Ceefax, creat inicialment per oferir subtitulació, però es va convertir en un servei de notícies i informació. El 1978, el personal de la BBC va fer vaga just abans de Nadal, bloquejant així la transmissió d'ambdós canals i fusionant les quatre estacions de ràdio en una sola. Des de la desregulació del mercat britànic de la televisió i la ràdio a la dècada de 1980, la BBC ha fet front a la creixent competició del sector comercial, especialment a la televisió via satèl·lit, la televisió per cable i serveis digitals de televisió.
La Hutton Inquiry de 2004 i l'informe posterior van plantejar preguntes sobre els estàndards periodístics de la BBC i la seva imparcialitat, provocant la renúncia de membres de l'alta direcció en aquell moment, inclòs el llavors director general, Greg Dyke. El 2006, BBC HD es va llançar com a servei experimental en alta definició i es va fer oficial el desembre de 2007 fins a la seva interrupció el 26 de març de 2013.
En 2005 els seus més d'11.000 treballadors van fer vaga per una proposta de retallar 4.000 llocs de treball i privatitzar parts de la BBC, i el pla es va aplaçar fins al 2007, quan el director general de la BBC, Mark Thompson, va anunciar un nou pla de retallades per reduir la mida de la BBC com a organització, incloent 2.500 reduccions de llocs de treball incloent 1.800 acomiadaments, consolidar les operacions de notícies, reduir la producció de programació en un 10% i vendre l'edifici insígnia del Centre de Televisió de Londres. Aquests plans van ser ferotgement oposats pels sindicats, que van amen, i es van anunciar 2000 acoumiadaments més en 2011.
Al llarg de la campanya que va precedir el referèndum d'independència d'Escòcia celebrat el 18 de setembre de 2014,  la BBC fou criticada per no ser neutral ni imparcial i afavorir l'unionisme amb la seva cobertura informativa.
Abans de les eleccions generals britàniques del 2019, la BBC va ser criticada per una cobertura esbiaixada que afavoria el governant Partit Conservador del primer ministre Boris Johnson. A més, la BBC va ser acusada de sotmetre a Jeremy Corbyn i Jo Swinson a una entrevista agressiva d'Andrew Neil, però no requerir que Johnson passés per la mateixa.
La seva cobertura de la guerra i genocidi a Gaza entre octubre de 2023 i gener de 2025 ha estat fortament criticada, El novembre de 2024, més de 100 empleats de la BBC, inclosos periodistes d'alt nivell, van signar una carta a la direcció de la corporació acusant la BBC d'oferir una cobertura favorable a Israel i d'incomplir els seus propis estàndards editorials per mancar de "un periodisme constantment just i precís basat en evidències en la seva cobertura de Gaza",. afirmant: "Han faltat principis periodístics bàsics a l'hora de demanar comptes a Israel de les seves accions".

## Finançament

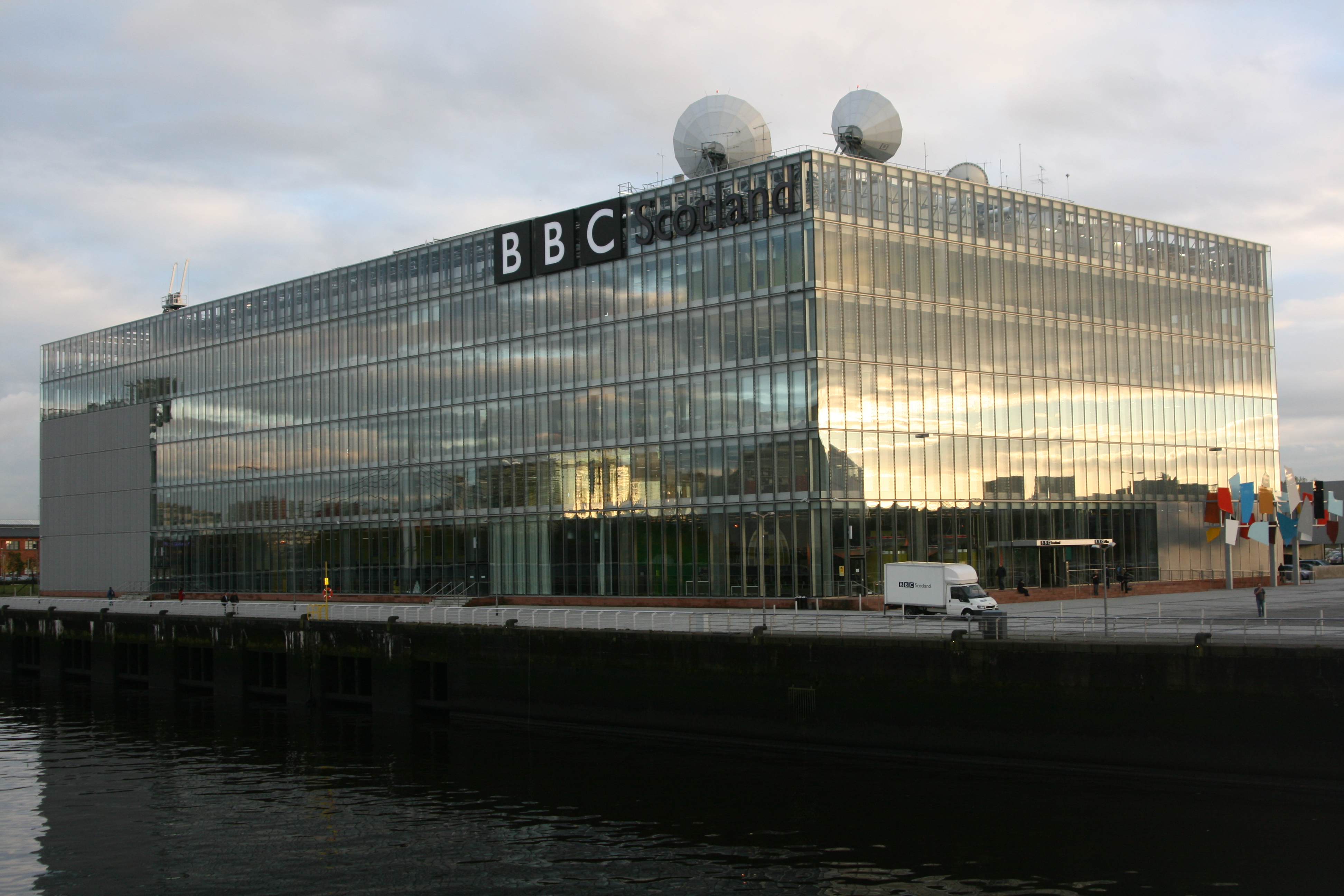
La seu de BBC Scotland i BBC Alba a Glasgow.

El principal mitjà per finançar la BBC és un cànon anomenat llicència de televisió que es cobra a totes les llars, empreses i organitzacions britàniques que utilitzen qualsevol tipus d'equip per rebre o gravar emissions de televisió en directe o per utilitzar el servei de streaming de la BBC, iPlayer. La tarifa, de 159 lliures esterlines anuals en 2022 i 2023, i 169,50 en 2024, la fixa el govern britànic, acordada pel Parlament del Regne Unit, i s'utilitza per finançar la ràdio, la televisió i els serveis en línia de la BBC que cobreixen les nacions i regions del Regne Unit. Anteriorment les llicències van ser publicades originalment per l'Oficina General de Correus (GPO), que aleshores era la reguladora de les comunicacions públiques del Regne Unit.
Altres ingressos de la BBC provenen de la seva filial comercial BBC Studios (abans BBC Worldwide), que ven programes i serveis de la BBC a nivell internacional i també distribueix els serveis internacionals de notícies en anglès de BBC World News.

## Serveis

### Ràdio

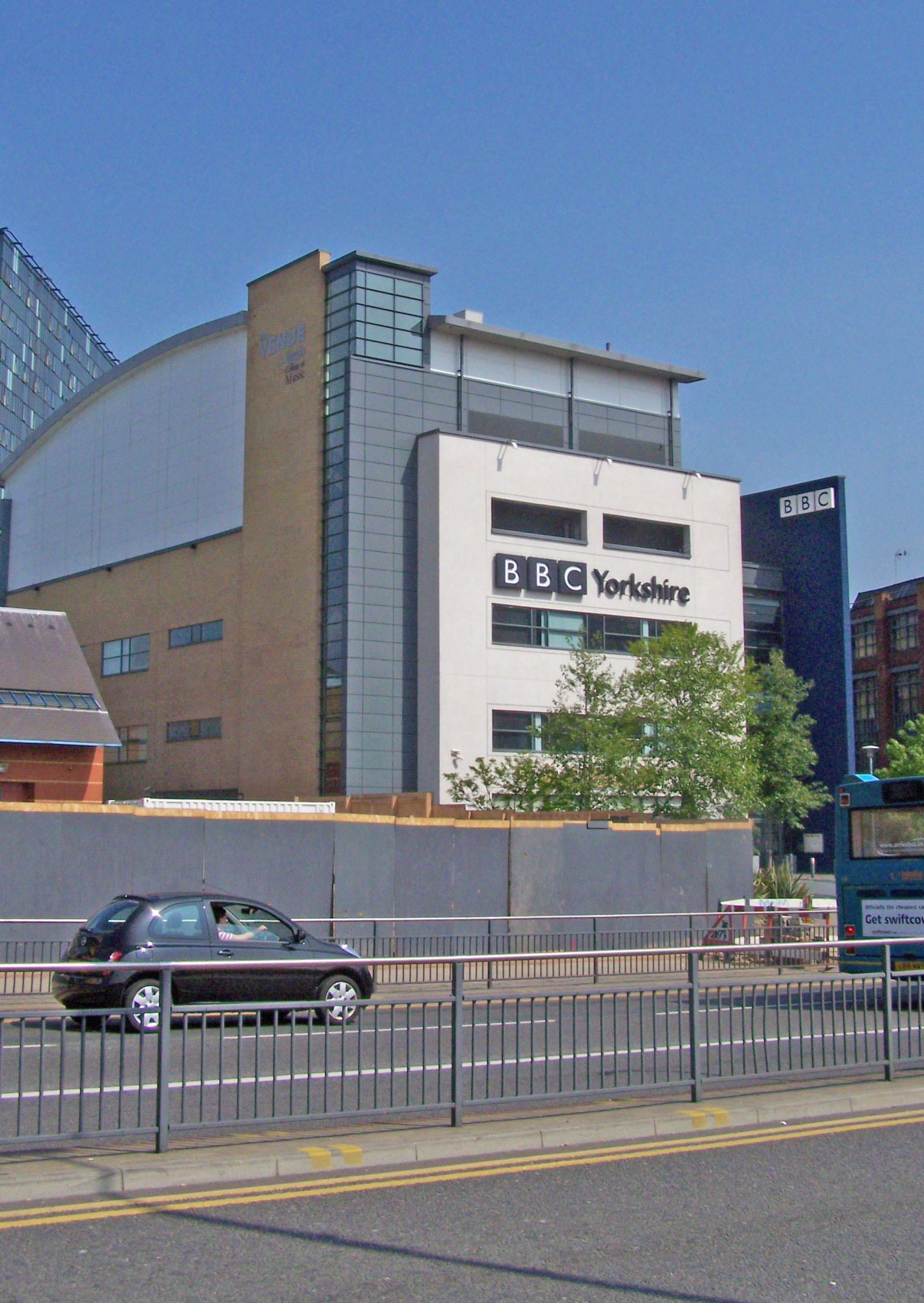
Oficines de BBC Yorkshire a Leeds.

- BBC Radio 1, servei radiofònic a tots els països del Regne Unit. Temàticament dedicat a la música actual i juvenil. Està dirigida especialment a joves d'entre 16 i 24 anys.
- BBC Radio 2 és la ràdio amb més oients del Regne Unit amb una audiència estimada de 12,6 milions d'oients cada setmana. És de contingut generalista.
- BBC Radio 3 és una ràdio especialitzada en art, drama, música clàssica i jazz.
- BBC Radio 4 és una ràdio temàtica que tracta de temes d'actualitat, ciència, història, comèdia i drama.
- BBC Radio 5 Live: notícies, esport i debat les 24 hores del dia.
- BBC Local Radio, consisteix en una xarxa de 40 emissores locals a Anglaterra que emeten programes d'entreteniment, notícies i música a la seva àrea local d'emissió.
- Serveis nacionals als altres països del Regne Unit: BBC Radio Scotland, BBC Radio Wales, BBC Radio Ulster, BBC Radio Foyle, BBC Radio Cymru (en gal·lès) i BBC Radio nan Gàidheal (en gaèlic escocès).
- Servei Mundial de la BBC: dedicada a transmissions a l'exterior en anglès i altres idiomes.
- Serveis de ràdio digital en el Regne Unit amb BBC Five Live Sports Extra (Acompanyant a BBC Radio Five Live per a la cobertura d'esdeveniments esportius), BBC Radio 1Xtra, BBC Radio 6 Music (per a gèneres musicals minoritaris), BBC Radio 4 Extra (Comèdia, Drama i programes de nens) i la xarxa asiàtica de la BBC Asian Network (conversació, música i notícies en moltes llengües asiàtiques).
- Servei de Monitors de la BBC (BBC Monitoring Service Arxivat 2002-09-03 a Wayback Machine.), amb seu a Reading, Caversham Park, és un servei encarregat de proveir notícies internacionals. A més, fa un seguiment a mitjans, principalment radiofònics, de tot el món. Creat durant la Segona Guerra Mundial per a ajudar a la propaganda britànica i per a emetre's en altres països. Va tenir un paper important durant la Guerra Freda.

### Televisió
- BBC One (o BBC1) és el primer canal de la British Broadcasting Corporation. Ofereix una àmplia gamma de continguts, espais d'actualitat, comèdia, drama, concursos, programes per a nens, programes sobre l'art i alguns programes educatius i religiosos. També es produeixen desconnexions territorials per a cada una les nacions constituents del Regne Unit. A més, BBC Northern Ireland pot seguir-se des de pràcticament tota l'illa d'Irlanda i, per tant, també a la República d'Irlanda, on a més, és un dels canals més seguits. Com els altres canals de la BBC d'emissió al Regne Unit, no emet publicitat de cap classe en cap moment de la programació.
- BBC Two (o BBC2) és la segona cadena de televisió de la BBC, que ofereix una programació alternativa a la de la BBC One, amb programes infantils durant el matí, i esdeveniments esportius, sèries i concursos durant la resta del dia. El contingut cultural i pedagògic del canal és manifest.
- BBC Three (o BBC3) només està disponible via cable, TDT i satèl·lit. La BBC Three és una sortida per al 'nou drama, el nou talent, la comèdia britànica, pel·lícules i les notícies accessibles', segons la mateixa BBC. Les seves emissions comencen diàriament a les 7 de la tarda fins a les 7 del matí (l'altra part del dia emet el canal CBBC en aquesta freqüència). Està orientada a un públic jove i urbà de classe treballadora, i ofereix dibuixos animats per a adults, com Family Guy, programes de cotxes, d'esport, de cuina, pel·lícules, sèries i un informatiu humorístic presentat per Russell Howard.
- BBC Four (o BBC4) només està disponible per TDT, satèl·lit i cable. El canal difon una barreja d'art i documentals de ciència, drama (incloent molts programes en blanc i negre), i produccions de llengua no anglesa com, per exemple, pel·lícules. Emet de les 7 de la tarda a les 6 del matí (l'altra part del dia emet en la mateixa freqüència el canal CBeebies). Està dirigit a un públic de gran nivell cultural.
- BBC News 24 és el canal de televisió de notícies les 24 hores. Només està disponible per TDT, satèl·lit i cable.
- BBC Parliament és un canal dedicat a informar sobre tot el que passa a la Cambra dels Comuns, la dels Lords, el Parlament Escocès i l'Assemblea de Gal·les. Només es veu per TDT, satèl·lit i cable.
- El Canal CBBC és un canal de televisió dirigit a joves de 6 a 13 anys, que emet de les 7 del matí a les 7 del vespre, ja que comparteix freqüència amb el canal BBC Three, que emet la resta d'hores.
- CBeebies (o BBC CBeebies) és un canal dirigit a nens de menys de 6 anys, que emet de les 6 del matí a les 7 de la tarda, ja que comparteix freqüència amb el canal BBC Four, que emet la resta d'hores.
- BBC World News, senyal internacional de notícies 24 hores.
- BBC Sport és una divisió televisiva dedicada exclusivament a emissions i notícies sobre esports.

### Internet
- El servei de notícies de la web BBC.co.uk (per al Regne Unit) i BBC.com, és un dels més visitats de tota la xarxa.